# Segona categoria del Campionat de Catalunya de futbol 1930-1931
Resultats de la lliga de Segona categoria del Campionat de Catalunya de futbol 1930-1931.

## Sistema de competició
Programada d'inici per a 12 equips, i finalment ampliada a 15, aquesta lliga va ser de les més controvertides de l'època pel seu sistema d'ascens. A diferència d'anys anteriors on els tres darrers classificats de Primera categoria disputaven la permanència als tres primers de Segona en una lligueta de 6 equips, aquest any tan sols una única eliminatòria entre el cuer de Primera (Júpiter) i el campió de Segona (Martinenc) havia de decidir qui jugava a la màxima categoria l'any següent, cosa que, per tractar-se d'un nombrós grup de quinze, va generar les queixes d'alguns equips. A més, al bell mig de l'eliminatòria Júpiter-Martinenc, va créixer la possibilitat d'ampliació de la Primera categoria de 6 a 8 equips. Faltaria per tant cobrir places a Primera, i la Federació va decidir que, de confirmar-se l'ampliació, el Júpiter mantindria la categoria, fos quin fos el resultat de l'eliminatòria. Les dues places restants sortirien d'una lligueta que depenia del resultat de la promoció:
- Si el Martinenc guanya: pugen Martinenc i el guanyador de la lligueta formada per Palafrugell, Iluro, Atlètic Sabadell, Gràcia, Sants i Santboià.
- Si el Martinenc perd: pugen els dos primers de la lligueta formada per Martinenc, Palafrugell, Iluro, Atlètic Sabadell, Gràcia i Sants.

## Fase regular

### Classificació
| Pos | Equip               | PJ | PG | PE | PP | GF | GC | DG  | Pts | Classificació    |
| --- | ------------------- | -- | -- | -- | -- | -- | -- | --- | --- | ---------------- |
| 1   | FC Martinenc (C)    | 28 | 19 | 5  | 4  | 66 | 30 | +36 | 43  | Campió           |
| 2   | FC Palafrugell      | 28 | 15 | 5  | 8  | 59 | 42 | +17 | 35  | Promoció ascens  |
| 3   | Iluro SC            | 28 | 16 | 3  | 9  | 70 | 36 | +34 | 35  | Promoció ascens  |
| 4   | Atlètic de Sabadell | 28 | 14 | 5  | 9  | 55 | 44 | +11 | 33  | Promoció ascens  |
| 5   | Gràcia FC           | 28 | 12 | 9  | 7  | 50 | 38 | +12 | 33  | Promoció ascens  |
| 6   | UE Sants            | 28 | 13 | 7  | 8  | 43 | 27 | +16 | 33  | Promoció ascens  |
| 7   | FC Santboià         | 28 | 15 | 3  | 10 | 49 | 45 | +4  | 33  | Copa Macià       |
| 8   | UE Sant Andreu      | 28 | 15 | 3  | 10 | 65 | 35 | +30 | 33  | Copa Macià       |
| 9   | Granollers SC       | 28 | 14 | 3  | 11 | 49 | 44 | +5  | 31  | Copa Macià       |
| 10  | FC Vilafranca       | 28 | 12 | 2  | 14 | 56 | 53 | +3  | 26  | Copa Macià       |
| 11  | FC Terrassa         | 28 | 9  | 3  | 16 | 36 | 58 | −22 | 21  | Copa Macià       |
| 12  | CE Manresa          | 28 | 7  | 7  | 14 | 41 | 65 | −24 | 21  | Copa Macià       |
| 13  | Club Gimnàstic      | 28 | 7  | 6  | 15 | 32 | 64 | −32 | 20  | Copa Macià       |
| 14  | UA Horta (O)        | 28 | 6  | 6  | 16 | 31 | 55 | −24 | 18  | Promoció descens |
| 15  | Alumnes Obrers (O)  | 28 | 1  | 3  | 24 | 30 | 96 | −66 | 5   | Promoció descens |

### Resultats
| 1 · jornada · 16           |                  |                  |                  |
| 7 setembre 1930            | 7 setembre 1930  | 28 desembre 1930 | 28 desembre 1930 |
| 0-0                        | Horta            | Gràcia           | 0-1              |
| 4-2                        | Martinenc        | Iluro            | 3-2              |
| 3-1                        | Terrassa         | Alumnes Obrers   | 0-0              |
| 0-3                        | Vilafranca       | Atlètic Sabadell | 2-1              |
| 3-2                        | Sants            | Manresa          | 2-2              |
| 1-4                        | Gimnàstic        | Sant Andreu      | 0-6              |
| 2-3                        | Santboià         | Palafrugell      | 0-6              |
| descansa: Granollers       |                  |                  |                  |
| 2 · jornada · 17           |                  |                  |                  |
| 14 setembre 1930           | 14 setembre 1930 | 4 gener 1931     | 4 gener 1931     |
| 7-1                        | Iluro            | Granollers       | 2-3              |
| 2-5                        | Alumnes Obrers   | Gràcia           | 0-4              |
| 1-1                        | Atlètic Sabadell | Martinenc        | 0-2              |
| 2-2                        | Manresa          | Terrassa         | 1-3              |
| 0-2                        | Sant Andreu      | Vilafranca       | 4-2              |
| 2-0                        | Palafrugell      | Sants            | 0-0              |
| 4-0                        | Santboià         | Gimnàstic        | 1-1              |
| descansa: Horta            |                  |                  |                  |
| 3 · jornada · 18           |                  |                  |                  |
| 21 setembre 1930           | 21 setembre 1930 | 11 gener 1931    | 11 gener 1931    |
| 5-0                        | Horta            | Alumnes Obrers   | 2-4              |
| 1-3                        | Granollers       | Atlètic Sabadell | 1-3              |
| 2-2                        | Gràcia           | Manresa          | 2-2              |
| 3-1                        | Martinenc        | Sant Andreu      | 0-0              |
| 2-0                        | Terrassa         | Palafrugell      | 0-6              |
| 2-1                        | Vilafranca       | Santboià         | 2-3              |
| 5-0                        | Sants            | Gimnàstic        | 3-0              |
| descansa: Iluro            |                  |                  |                  |
| 4 · jornada · 19           |                  |                  |                  |
| 28 setembre 1930           | 28 setembre 1930 | 18 gener 1931    | 18 gener 1931    |
| 7-1                        | Iluro            | Atlètic Sabadell | 2-2              |
| 3-0                        | Manresa          | Horta            | 0-1              |
| 4-1                        | Sant Andreu      | Granollers       | 1-3              |
| 1-0                        | Palafrugell      | Gràcia           | 3-1              |
| 1-4                        | Santboià         | Martinenc        | 2-1              |
| 0-3                        | Gimnàstic        | Terrassa         | 2-1              |
| 1-1                        | Sants            | Vilafranca       | 4-1              |
| descansa: Alumnes Obrers   |                  |                  |                  |
| 5 · jornada · 20           |                  |                  |                  |
| 5 octubre 1930             | 5 octubre 1930   | 25 gener 1931    | 25 gener 1931    |
| 5-6                        | Alumnes Obrers   | Manresa          | 3-4              |
| 1-0                        | Iluro            | Sant Andreu      | 0-1              |
| 1-1                        | Horta            | Palafrugell      | 1-2              |
| 0-1                        | Granollers       | Santboià         | 0-2              |
| 2-0                        | Gràcia           | Gimnàstic        | 0-1              |
| 2-0                        | Martinenc        | Sants            | 2-0              |
| 3-0                        | Terrassa         | Vilafranca       | 1-3              |
| descansa: Atlètic Sabadell |                  |                  |                  |

| 6 · jornada · 21      |                  |                  |                |
| 12 octubre 1930       | 12 octubre 1930  | 1 febrer 1931    | 1 febrer 1931  |
| 2-3                   | Sant Andreu      | Atlètic Sabadell | 0-2            |
| 1-0                   | Palafrugell      | Alumnes Obrers   | 3-3            |
| 2-1                   | Santboià         | Iluro            | 0-2            |
| 0-2                   | Gimnàstic        | Horta            | 2-2            |
| 0-0                   | Sants            | Granollers       | 2-1            |
| 1-2                   | Vilafranca       | Gràcia           | 3-0            |
| 2-3                   | Terrassa         | Martinenc        | 0-4            |
| descansa: Manresa     |                  |                  |                |
| 7 · jornada · 22      |                  |                  |                |
| 19 octubre 1930       | 19 octubre 1930  | 8 febrer 1931    | 8 febrer 1931  |
| 5-0                   | Manresa          | Palafrugell      | 0-3            |
| 6-1                   | Atlètic Sabadell | Santboià         | 0-5            |
| 3-7                   | Alumnes Obrers   | Gimnàstic        | 0-5            |
| 0-1                   | Iluro            | Sants            | 0-1            |
| 2-1                   | Horta            | Vilafranca       | 1-3            |
| 2-0                   | Granollers       | Terrassa         | 3-1            |
| 3-3                   | Gràcia           | Martinenc        | 2-2            |
| descansa: Sant Andreu |                  |                  |                |
| 8 · jornada · 23      |                  |                  |                |
| 26 octubre 1930       | 26 octubre 1930  | 15 febrer 1931   | 15 febrer 1931 |
| 2-1                   | Santboià         | Sant Andreu      | 0-0            |
| 1-1                   | Gimnàstic        | Manresa          | 0-0            |
| 1-0                   | Sants            | Atlètic Sabadell | 1-3            |
| 5-3                   | Vilafranca       | Alumnes Obrers   | 5-0            |
| 1-1                   | Terrassa         | Iluro            | 2-6            |
| 1-1                   | Martinenc        | Horta            | 1-0            |
| 3-1                   | Gràcia           | Granollers       | 2-2            |
| descansa: Palafrugell |                  |                  |                |
| 9 · jornada · 24      |                  |                  |                |
| 2 novembre 1930       | 2 novembre 1930  | 22 febrer 1931   | 22 febrer 1931 |
| 0-0                   | Palafrugell      | Gimnàstic        | 1-2            |
| 1-0                   | Sant Andreu      | Sants            | 0-1            |
| 3-0                   | Manresa          | Vilafranca       | 0-6            |
| 1-2                   | Atlètic Sabadell | Terrassa         | 2-0            |
| 0-3                   | Alumnes Obrers   | Martinenc        | 0-3            |
| 2-1                   | Iluro            | Gràcia           | 3-2            |
| 3-4                   | Horta            | Granollers       | 0-3            |
| descansa: Santboià    |                  |                  |                |
| 10 · jornada · 25     |                  |                  |                |
| 9 novembre 1930       | 9 novembre 1930  | 1 març 1931      | 1 març 1931    |
| 5-1                   | Sants            | Santboià         | 1-1            |
| 2-3                   | Vilafranca       | Palafrugell      | 2-2            |
| 1-3                   | Terrassa         | Sant Andreu      | 0-2            |
| 4-0                   | Martinenc        | Manresa          | 2-0            |
| 1-1                   | Gràcia           | Atlètic Sabadell | 2-2            |
| (n/p)                 | Granollers       | Alumnes Obrers   | (n/p)          |
| 0-1                   | Horta            | Iluro            | 0-8            |
| descansa: Gimnàstic   |                  |                  |                |

| 11 · jornada · 26    |                  |                  |              |
| 16 novembre 1930     | 16 novembre 1930 | 8 març 1931      | 8 març 1931  |
| 0-1                  | Gimnàstic        | Vilafranca       | 2-1          |
| 4-1                  | Santboià         | Terrassa         | 0-2          |
| 2-1                  | Palafrugell      | Martinenc        | 1-2          |
| 0-0                  | Sant Andreu      | Gràcia           | 1-2          |
| 0-0                  | Manresa          | Granollers       | 0-4          |
| 1-1                  | Atlètic Sabadell | Horta            | 1-2          |
| 1-2                  | Alumnes Obrers   | Iluro            | 0-6          |
| descansa: Sants      |                  |                  |              |
| 12 · jornada · 27    |                  |                  |              |
| 23 novembre 1930     | 23 novembre 1930 | 19 març 1931     | 19 març 1931 |
| 1-2                  | Terrassa         | Sants            | 1-0          |
| 4-2                  | Martinenc        | Gimnàstic        | 2-3          |
| 2-1                  | Gràcia           | Santboià         | 1-2          |
| 5-0                  | Granollers       | Palafrugell      | 1-4          |
| 1-3                  | Horta            | Sant Andreu      | 0-4          |
| 2-0                  | Iluro            | Manresa          | 2-0          |
| 1-3                  | Alumnes Obrers   | Atlètic Sabadell | 1-3          |
| descansa: Vilafranca |                  |                  |              |
| 13 · jornada · 28    |                  |                  |              |
| 30 novembre 1930     | 30 novembre 1930 | 22 març 1931     | 22 març 1931 |
| 4-6                  | Vilafranca       | Martinenc        | 0-1          |
| 0-2                  | Sants            | Gràcia           | 1-2          |
| 0-2                  | Gimnàstic        | Granollers       | 1-6          |
| 2-0                  | Santboià         | Horta            | 2-0          |
| 2-3                  | Palafrugell      | Iluro            | 2-0          |
| 8-2                  | Sant Andreu      | Alumnes Obrers   | 4-0          |
| 3-0                  | Manresa          | Atlètic Sabadell | 0-5          |
| descansa: Terrassa   |                  |                  |              |
| 14 · jornada · 29    |                  |                  |              |
| 7 desembre 1930      | 7 desembre 1930  | 29 març 1931     | 29 març 1931 |
| 4-1                  | Gràcia           | Terrassa         | 2-1          |
| 3-0                  | Granollers       | Vilafranca       | 1-3          |
| 1-1                  | Horta            | Sants            | 1-4          |
| 4-1                  | Iluro            | Gimnàstic        | 1-1          |
| 1-3                  | Alumnes Obrers   | Santboià         | 0-2          |
| 2-1                  | Atlètic Sabadell | Palafrugell      | 1-4          |
| 1-4                  | Manresa          | Sant Andreu      | 1-5          |
| descansa: Martinenc  |                  |                  |              |
| 15 · jornada · 30    |                  |                  |              |
| 14 desembre 1930     | 14 desembre 1930 | 5 abril 1931     | 5 abril 1931 |
| 2-0                  | Martinenc        | Granollers       | 0-1          |
| 2-1                  | Terrassa         | Horta            | 0-3          |
| 4-1                  | Vilafranca       | Iluro            | 0-2          |
| 4-0                  | Sants            | Alumnes Obrers   | 0-0          |
| 0-1                  | Gimnàstic        | Atlètic Sabadell | 0-4          |
| 2-0                  | Santboià         | Manresa          | 2-3          |
| 4-2                  | Palafrugell      | Sant Andreu      | 2-4          |
| descansa: Gràcia     |                  |                  |              |

Nota
- Jornades 10 i 25: tant en el partit d'anada com en el de tornada el Vilanova no es va presentar i els punts van ser atorgats al Granollers.

| Promoció · Anada    |                       |                       |
| 3 maig 1931         | Camp del RCD Espanyol | Camp del RCD Espanyol |
| Júpiter             | 4-3                   | Martinenc             |
| Promoció · Tornada  |                       |                       |
| 10 maig 1931        | Camp del CE Europa    | Camp del CE Europa    |
| Martinenc           | 3-2                   | Júpiter               |
| Promoció · Desempat |                       |                       |
| 14 maig 1931        | Camp del RCD Espanyol | Camp del RCD Espanyol |
| Júpiter             | 4-3                   | Martinenc             |

## Torneig de promoció

### Classificació
| Pos | Equip                 | PJ | PG | PE | PP | GF | GC | DG  | Pts | Classificació |
| --- | --------------------- | -- | -- | -- | -- | -- | -- | --- | --- | ------------- |
| 1   | FC Palafrugell (O, P) | 10 | 7  | 2  | 1  | 39 | 11 | +28 | 16  | Ascens a 1a   |
| 2   | FC Martinenc (O, P)   | 10 | 6  | 1  | 3  | 21 | 11 | +10 | 13  | Ascens a 1a   |
| 3   | Iluro SC              | 10 | 6  | 0  | 4  | 21 | 15 | +6  | 12  |               |
| 4   | UE Sants              | 10 | 4  | 2  | 4  | 15 | 13 | +2  | 10  |               |
| 5   | Gràcia FC             | 10 | 1  | 3  | 6  | 12 | 29 | −17 | 5   | (Nota)        |
| 6   | Atlètic de Sabadell   | 10 | 2  | 0  | 8  | 10 | 39 | −29 | 4   |               |

### Resultats
| 1 · jornada · 6  |                  |                  |                |
| 17 maig 1931     | 17 maig 1931     | 28 juny 1931     | 28 juny 1931   |
| 4-0              | Sants            | Atlètic Sabadell | 4-2            |
| 4-4              | Gràcia           | Palafrugell      | 1-7            |
| 3-1              | Iluro            | Martinenc        | 0-3            |
| 2 · jornada · 7  |                  |                  |                |
| 24 maig 1931     | 24 maig 1931     | 5 juliol 1931    | 5 juliol 1931  |
| 2-0              | Sants            | Gràcia           | 0-0            |
| 2-1              | Palafrugell      | Iluro            | 1-2            |
| 6-0              | Martinenc        | Atlètic Sabadell | 2-1            |
| 3 · jornada · 8  |                  |                  |                |
| 31 maig 1931     | 31 maig 1931     | 12 juliol 1931   | 12 juliol 1931 |
| 0-2              | Atlètic Sabadell | Palafrugell      | 0-14           |
| 6-2              | Iluro            | Gràcia           | 1-2            |
| 1-2              | Sants            | Martinenc        | 0-2            |
| 4 · jornada · 9  |                  |                  |                |
| 7 juny 1931      | 7 juny 1931      | 26 juliol 1931   | 26 juliol 1931 |
| 2-1              | Iluro            | Sants            | 1-2            |
| 1-2              | Gràcia           | Atlètic Sabadell | 1-4            |
| 3-1              | Palafrugell      | Martinenc        | 2-1            |
| 5 · jornada · 10 |                  |                  |                |
| 14 juny 1931     | 14 juny 1931     | 19 juliol 1931   | 19 juliol 1931 |
| 1-1              | Sants            | Palafrugell      | 0-3            |
| 2-0              | Martinenc        | Gràcia           | 1-1            |
| 3-1              | Iluro            | Atlètic Sabadell | 2-0            |